# Merrick Mountains
Merrick Mountains eller Montes Fornet är berg i Västantarktis. Argentina, Chile och Storbritannien gör anspråk på området.